# Shake Off the Demon
Shake Off the Demon è il quarto album discografico di Brewer & Shipley, pubblicato dall'etichetta discografica Kama Sutra Records nel novembre del 1971.

## Tracce
Brani composti da Michael Brewer e Tom Shipley, eccetto dove indicato.
Lato A
1. Shake Off the Demon – 3:08
2. Me: Ciful Love – 1:58
3. Message from the Mission (Hold On) – 3:09
4. One by One – 2:58
5. When Everybody Comes Home – 1:58

Lato B
1. Working on the Well – 3:17
2. Rock Me on the Water – 4:00 (Jackson Browne)
3. Natural Child – 3:46
4. Back to the Farm – 3:18
5. Sweet Love – 3:56

## Musicisti
- Michael Brewer - chitarra acustica, chitarra elettrica, pianoforte, mouth harp, percussioni, voce
- Tom Shipley - chitarra acustica, chitarra elettrica, basso, banjo, voce
- John Kahn - basso
- Mark Naftalin - pianoforte, organo, vibrafono
- John Cipollina - chitarra elettrica, chitarra slide (brano: Shake Off the Demon)
- Spencer Dryden - batteria
- Little John Harteman III - batteria
- Glen Walters - batteria
- José Chepita Areas - congas, bongos, timbales
- David La Flamme - violino elettrico

Note Aggiuntive:
- Michael Brewer e Tom Shipley - produttori
- Registrazioni effettuate al Wally Heider Studios di San Francisco, California
- Jim Gaines e Steve Barncard - ingegneri della registrazione
- Thomas Weir - copertina frontale
- Mort - foto della retrocopertina
- Good Karma Graphics (Mort & Gary) - album design[2]